# ツバサハゼ
ツバサハゼ（翼鯊、Rhyacichthys aspro）は、スズキ目ハゼ亜目ツバサハゼ科の魚類の一種。

## 特徴
全長は最大25cmほど。平たい頭と、扇状で大きく、翼のような胸鰭を持ち、外見的にはコイ目のタニノボリ類に似ている。体色は緑褐色。鱗は櫛鱗で、堅い。ハゼ類のなかでは最も大きな脳を持つ種の1つで、とくに小脳と嗅覚中枢は他のハゼ類と比べて大きいが、視覚中枢は小さい。後述するように、形態的にはハゼ亜目のなかで原始的とみられる特徴を持つ。

## 分布
アジアとオセアニアに分布し、インドネシア、フィリピン、ニューギニア、ソロモン諸島、台湾、日本で確認されている。
日本では屋久島、奄美大島、沖縄島、石垣島、西表島に生息している。確認された分布の北限は屋久島だが、そこで繁殖しているかどうかは不明である。

## 生態
両側回遊性であり、仔魚は海に降って成長し、その後川を遡る。成魚は渓流域に生息し、とくに急流を好む。胸鰭を用いて流れの水圧を利用することで、急流のなかで体を固定している。
主な餌は付着藻類だが、水生昆虫を食べることもある。

## 分類と系統
ツバサハゼ属には本種のほかに、ニューカレドニアの固有種R. guilbertiのみが含まれる。ツバサハゼ科はツバサハゼ属と、1種のみを含むProtogobius属の2属3種から構成される。
ツバサハゼ科は側線や尾部の骨格にハゼ類の原始的な特徴を残すグループであり、ハゼ亜目では最も初期に分岐した系統であると考えられている。

## 保全
2010年版のIUCNレッドリストでは未評価。日本では生息河川数も、生息個体数も少なく、ともに大幅に減少している。西表島では、護岸による生息環境の破壊や、土木工事による環境の悪化、取水に伴う河川の流量減少、観光客による撹乱、飼育・販売目的での採集などにより減少していると考えられるが、保全策は取られていない。2007年発表の環境省レッドリストでは、絶滅危惧IA類とされている。